# كأس بطولة الولايات المتحدة المفتوحة 2006
كأس بطولة الولايات المتحدة المفتوحة 2006 (بالإنجليزية: 2006 U.S. Open Cup)‏ هو الموسم 93 من كأس بطولة الولايات المتحدة المفتوحة. أقيم خلال الفترة 7 يونيو 2006 وحتى 27 سبتمبر 2006، وأشرف على تنظيمه اتحاد الولايات المتحدة لكرة القدم، وكان عدد الأندية المشاركة فيه 40، وفاز فيه شيكاغو فاير.